# Quebradanegra
Quebradanegra è un comune della Colombia facente parte del dipartimento di Cundinamarca.
Il centro abitato venne fondato dalla famiglia Morera Gaitan nel 1694.